# Sanja Zubčić
Sanja Zubčić je hrvatska jezikoslovka, filologinja, paleoslavistkinja, kroatistica, dijalektologinja i akcentologinja. Autor je nekoliko radova o govorima hrvatskog iseljeništva.

## Životopis
Doktorirala 2006. godine temom 'Akcenatski tipovi imenica i glagola u sjeverozapadnim čakavskim govorima (sinkronijski i dijakronijski aspekt)'. Članica je Stručnoga vijeća Riječke kroatističke škole i članica predsjedništva Katedre Čakavskoga sabora Grobnišćine.

## Glavna djela
- "Neocirkumfleks u čakavskom narječju", Rijeka: Filozofski fakultet u Rijeci, 2017.
- "Grobnički govor XX. stoljeća (gramatika i rječnik)", Rijeka, 2007. (s Ivom Lukežić i Silvanom Vranić);

## Vanjske poveznice
- Tko je tko u hrvatskoj znanosti
- Google znalac
- Znanstveni centar izvrsnosti za hrvatsko glagoljaštvo